# Kim Hye-song
Kim Hye-song (née le 9 mars 1993 à Sariwon) est une athlète nord-coréenne, spécialiste des courses de fond. Elle est la sœur jumelle de Kim Hye-gyong.

## Biographie
Elle se classe neuvième du marathon des championnats du monde 2015.
Lors du marathon féminin des Jeux olympiques d'été de 2016, à Rio de Janeiro, Kim Hye-song et sa sœur Kim Hye-gyong terminent l'épreuve dans le même temps, en 2 h 28 min 36 s, se classant respectivement 10e et 11e de l'épreuve.
Le 25 août 2018, elle remporte la médaille de bronze des Jeux asiatiques de Jakarta en 2 min 37 s 20.

## Records
| Épreuve       | Performance     | Lieu      | Date           |
| ------------- | --------------- | --------- | -------------- |
| 10 000 mètres | 33 min 59 s 20  | Pyongyang | 4 octobre 2012 |
| Marathon      | 2 h 27 min 58 s | Pyongyang | 13 avril 2014  |